# Де Камп, Джозеф Родефер
Джозеф Родефер Де Камп (англ. Joseph Rodefer DeCamp, также De Camp; 1858, Цинциннати — 1923, Бока-Гранде, Флорида) — американский художник-импрессионист и тоналист.

## Жизнь и творчество
Де Камп начал изучение живописи совместно с Фрэнком Дювенеком в Бостоне; затем поехал вместе с ним во 2-й половине 1870-х годов в Мюнхен, где учился в местной Академии изящных искусств. Позднее жил во Флоренции. В 1883 году Де Камп возвращается в США, живёт в Бостоне. Там входит в возглавляемую Эдмундом Тарбеллом Бостонскую школу живописи.
Джозеф Де Камп известен в первую очередь как мастер портретной живописи. В 1890 году он начинает работать в тоналистической манере. В 1897 году художник становится членом американской импрессионистской группы Десять американских художников. С 1903 года до своей смерти в 1923 году преподавал в Массачусетской художественной школе. Де Камп также преподавал в Школе музея изобразительных искусств в Бостоне. Среди его учеников была Гертруда Насон. В результате пожара в бостонской художественной мастерской Де Кампа в 1904 году погибло более 100 его ранних работ, в том числе и почти все пейзажи.

## Награды
Награжден Золотой медалью Темпла 1899 года (за «Женщину, сушащую волосы»), Золотой медалью Бека 1912 года (за «Портрет Фрэнсиса И. Амори») и премией Липпинкотта 1920 года (за «Красное кимоно») Пенсильванской академии изящных искусств. Он получил почетную награду на Всемирной выставке 1900 года в Париже (за «Женщину, сушащую волосы»). Его экспонат на Всемирной выставке 1904 года в Сент-Луисе был удостоен золотой медали. В 1909 году он был награжден серебряной медалью Кларка Галереей искусств Коркорана (за «Гитариста»). В 1915 году Художественный клуб Филадельфии наградил его золотой медалью (за «Серебряную талию»).

## Галерея

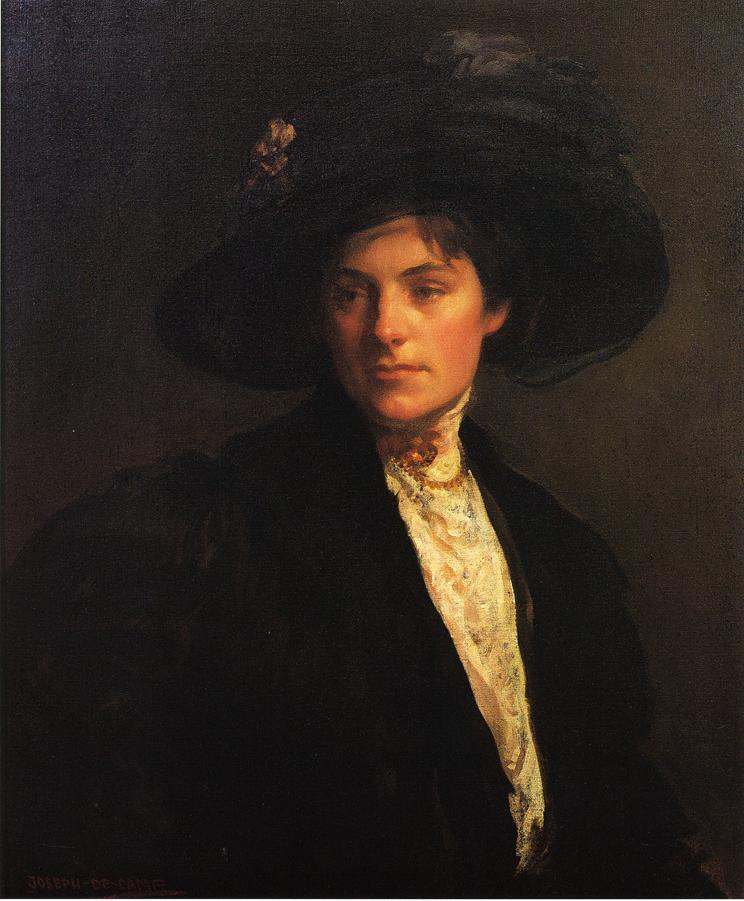
Меховой жакет.
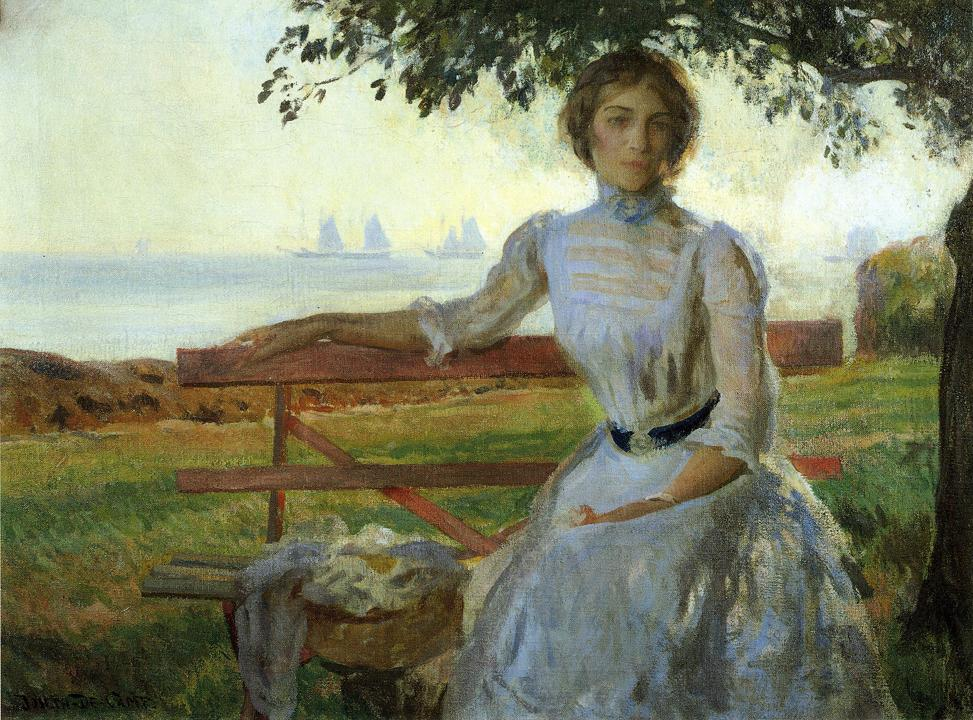
Портрет миссис Мэджер.
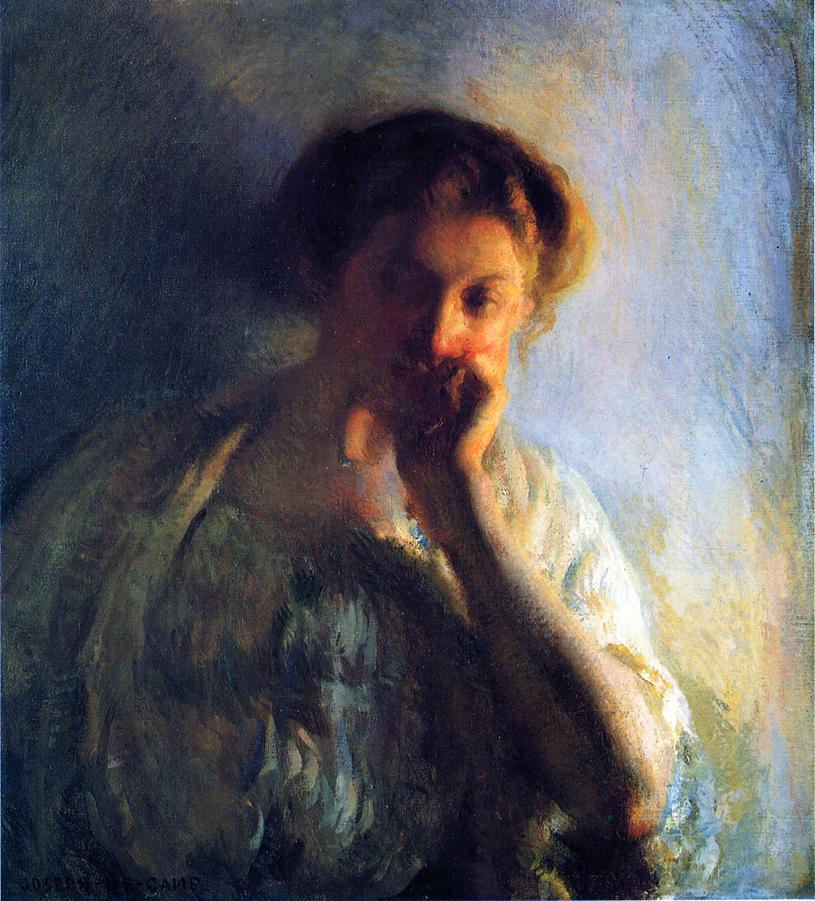
Размышляющая.
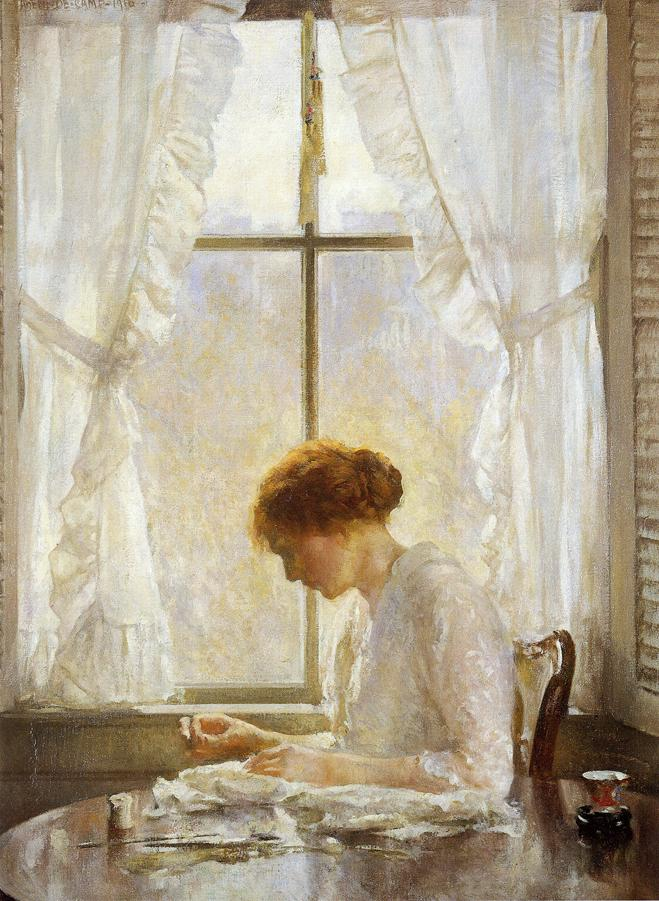
Шитьё.
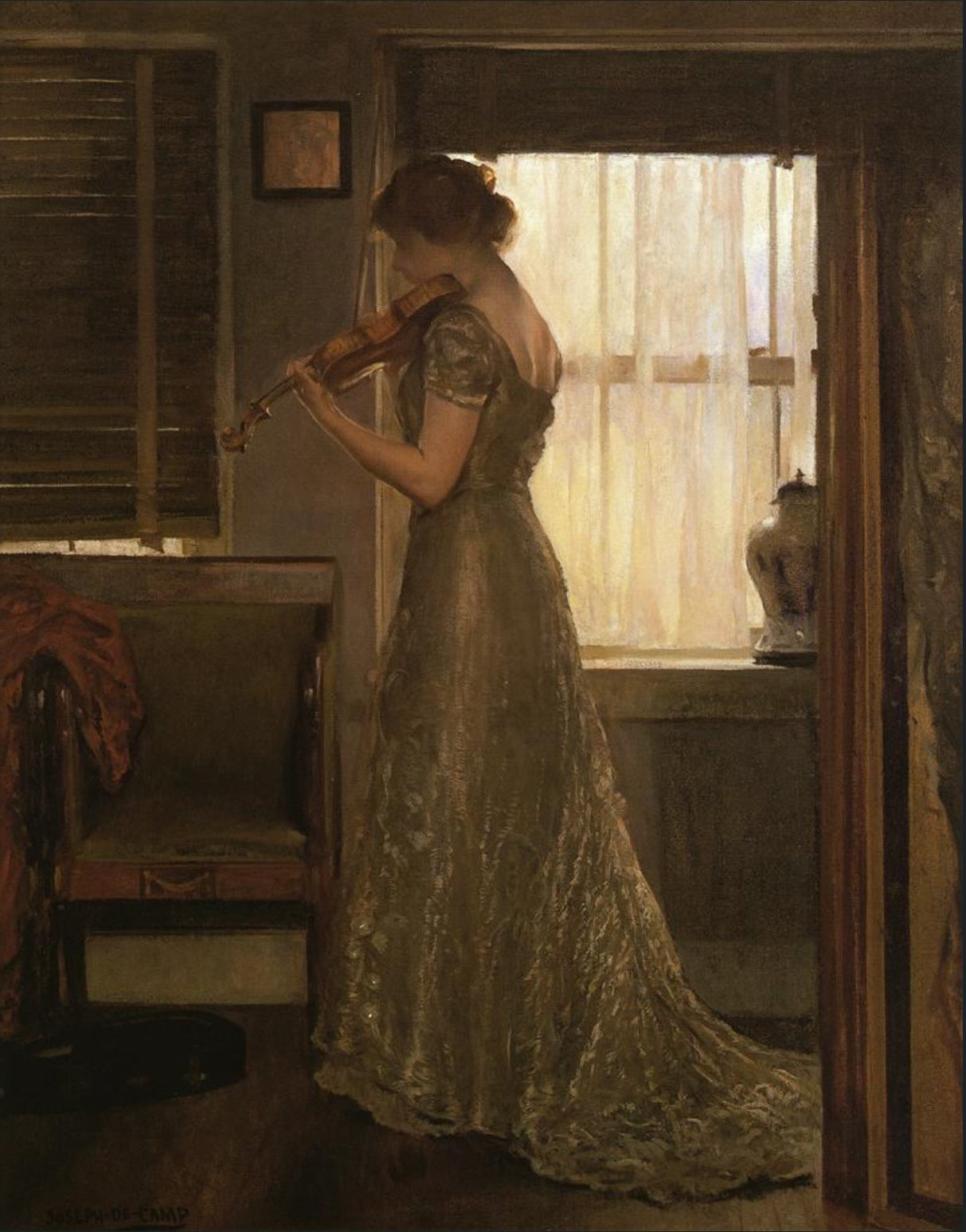
Женщина, играющая на скрипке.
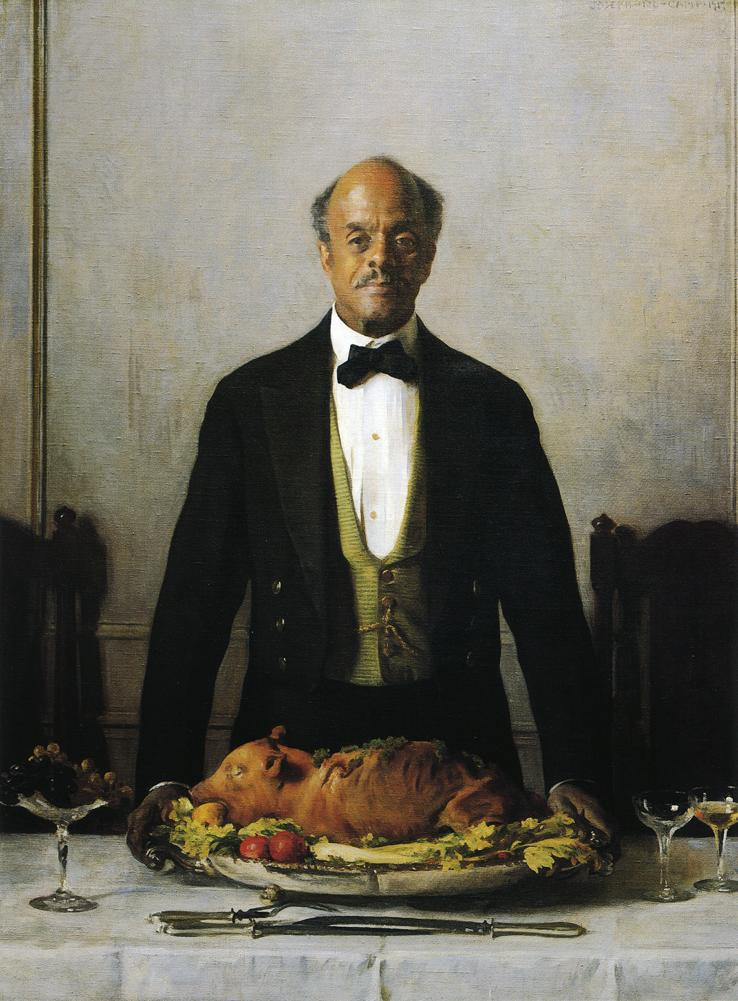
Портрет Джозефа, дворецкого.
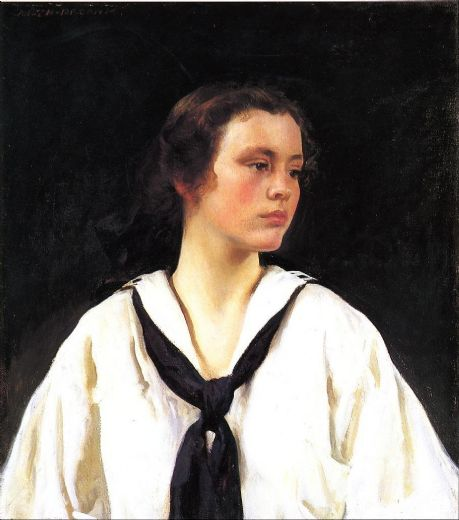
Салли.
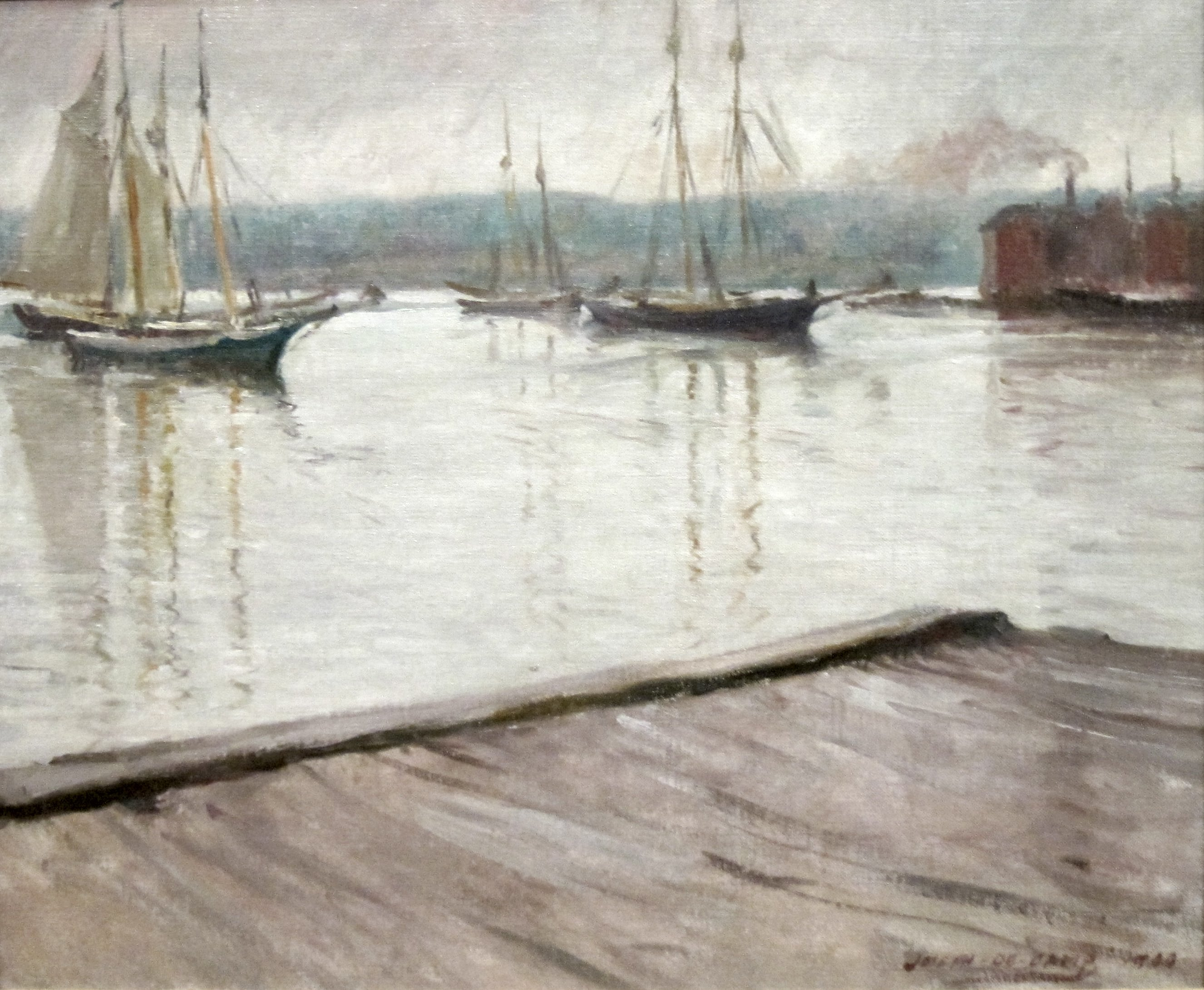
Глостер.
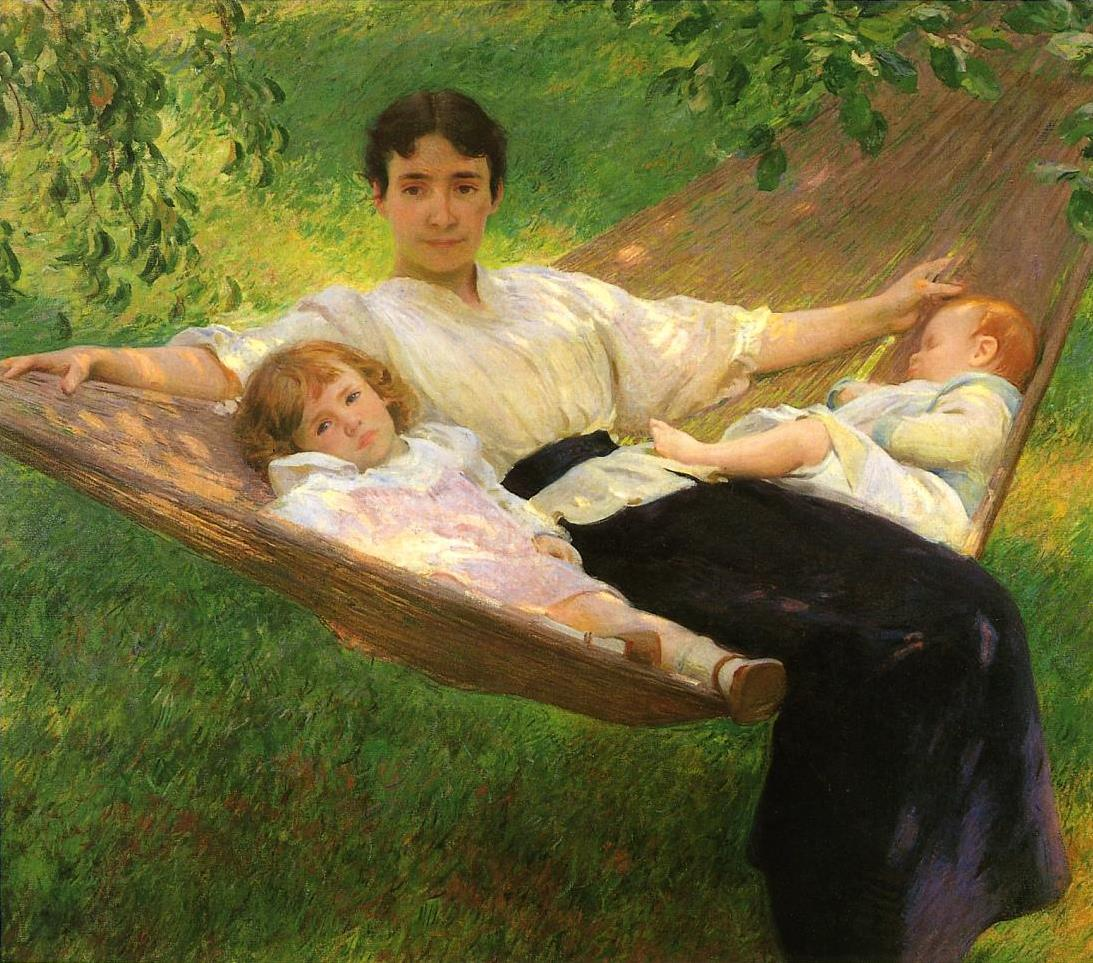
Гамак.
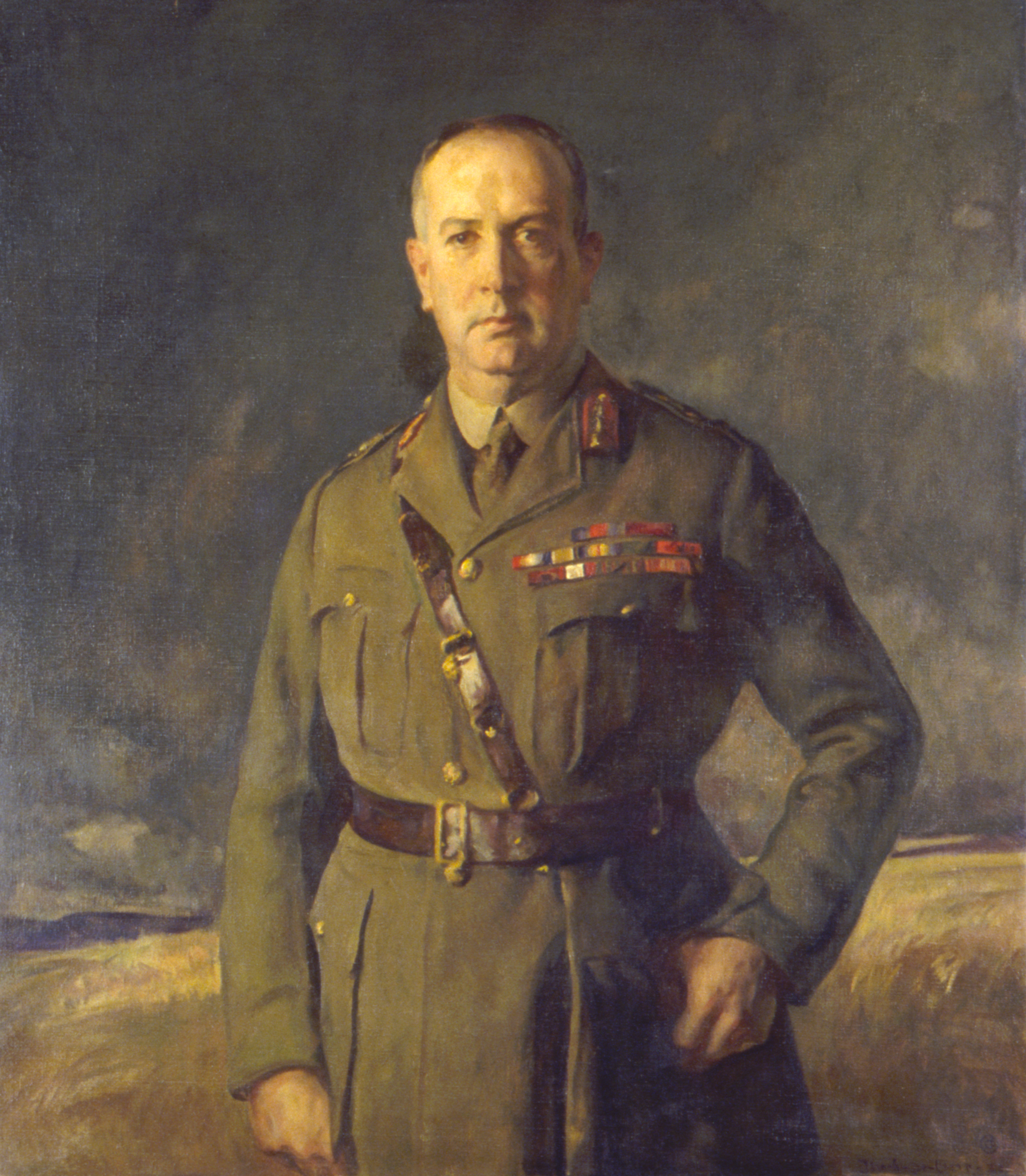
Портрет канадского генерала Артура Уильяма Карри.